# Pithecia chrysocephala
Khỉ Saki mặt vàng (Danh pháp khoa học: Pithecia chrysocephala) là một loài khỉ Saki trong nhóm khỉ Tân Thế giới, chúng được tìm thấy ở Brazil tại vùng phía Bắc của sông Amazon và cả sông Rio Negro Loài này trước kia được xếp loại là một phân loài của khi Saki mặt trắng (Pithecia pithecia) nhưng được nâng cấp lên thành trạng thái một loài độc lập vào năm 2014.

## Tập tính
Chúng là loài có tập tính kết đôi trọn đời. Một cặp vợ chồng khỉ thường xuyên chung sống đến hết đời và chúng rất tận tâm với nhau. Chúng sẽ củng cố mối quan hệ bằng cách chăm sóc cho nhau. Những con khỉ Saki mặt vàng đực thường hoạt động nhiều hơn những con cái. Chúng được xem là một vợ một chồng, nhưng hiếm khi được quan sát trong một khoảng thời gian dài và nhiều nhà linh trưởng học đã đặt câu hỏi về hành vi của chúng như là "một vợ một chồng" điển hình vì số lượng nhóm không nhất quán và ảnh hưởng theo mùa đối với nhóm cộng đồng.
Một nghiên cứu ở Nam Mĩ thực hiện bởi Shawn M. Lehman cho thấy số nhóm của chúng có thể từ 2 đến 12 thành viên trong nhóm, với số lượng cao hơn thường xảy ra (nhưng không phải là độc chiếm) ở Guyana, Nam Mỹ. Nhưng hầu hết các quan sát phổ biến kết luận rằng chúng sẽ chung chạ trong các nhóm nhỏ của 2 và 3 mà thường bao gồm các cha mẹ và con cái.

## Tập tính ăn
Để kiếm được thức ăn đáp ứng nhu cầu, cúng sẽ rong ruổi khoảng 0,5-1,25 dặm để tìm thức ăn trong buổi sáng sớm và cả ngày, khi là thời điểm mà chúng đang ở trạng thái tích cực nhất. Những con khỉ loài này khác nhau từ nhiều loài linh trưởng khác bao gồm cả họ hàng gần gũi là loài Chiropotes satanas, trong đó chúng chủ yếu loài ăn lá, đó là cách chúng tiêu tốn đến 70 phần trăm thời gian, 30% còn lại được đi bộ bốn lần (25%) và leo trèo (ít hơn 5%).
Những động vật linh trưởng này di chuyển khoảng cách xa hơn nhiều loài linh trưởng khác và có thể rất thận trọng về nguồn thức ăn của chúng, chúng thích những cây xum xuê quả trái, cây Capparis và cây có lỗ nước để vừa tận dụng nguồn nước sẵn có. Chúng cũng có chế độ ăn hỗn hợp gồm hạt, quả, lá, mật ong, hoa, côn trùng, động vật có vú nhỏ và chim và thường ăn các hạt và thực vật có thành phần lipid cao, chúng cũng được ghi nhận là có hành vi tích trữ khi giấu những thức ăn kiếm được vào hốc cây, vỏ rỗng và chúng có khả năng làm như vậy do răng nanh lớn của chúng hỗ trợ trong việc cắt và khới nứt lớp vỏ cứng của vỏ và hạt.

## Tự vệ
Nếu một kẻ săn mồi đang ở gần, các tiếng kêu báo động đã được ghi nhận kéo dài từ 1,2 đến 88 phút, sẽ được phát ra bởi một con khỉ Saki ban đầu và sau đó liên tục vang lên bởi những cá thể khác để truyền bá đi thông điệp cảnh báo. Sau đó, chúng sẽ bung cơ thể của chúng lên và dẫm chân lên đất hoặc cây cối trong một nỗ lực để răn đe các mối đe dọa. Chúng là loài linh trưởng nhỏ và sống trong các cành cây, do đó một trong những mối đe dọa lớn nhất của chúng là loài chim lớn như diều hâu, kền kền và chim đại bàng harpy.
Trước tình trạng nguy hiểm, chúng sẽ phát ra các cuộc gọi cảnh báo cho những con khác hoặc đứng bất động nếu ở tán cây trong một nỗ lực để di chuyển xuống nơi mà những kẻ đi săn không nhìn thấy. Phản ứng của chúng đối với loài săn mồi là do loại mối đe dọa mà chúng đang phải đối mặt: nếu một mối đe dọa nhỏ hơn, dễ bị áp đảo hơn, nhóm sẽ tham gia vào một hành vi được gọi là "mobbing", nhưng nếu mối đe dọa đó lớn hơn, như một con đại bàng, chúng sẽ không cảnh báo và đi ra khỏi tầm nhìn vào tán dưới. Các loài ăn thịt khác trên mặt đất và dưới nước bao gồm loài Tayra, báo đốm (jaguars), trăn Anaconda xanh, mèo rừng Ocelot, trăn đuôi đỏ và thậm chí là con chồn lớn, thường là những mối đe dọa đối với những cá thể già và những con non.